# 심소영 (1995년)
심소영(1995년 1월 16일 ~ )은 대한민국의 모델, 방송인이자 배우이다. 또한 심소영의 아버지 심용섭은 동양제과에 입사하여 오리온그룹에서 근무하였으며, 온미디어 바둑TV 대표, 한국케이블TV방송협회 부회장, 스포츠토토 사장, 오리온 총괄 부사장, 고양 오리온 오리온스 사장 등을 역임하였다.

## 학력
- 웰즐리 대학교 심리학 (서울대학교 심리학과: 교환학생)

## 출연 작품

### 방송
- tvN 《SNL 코리아 9》 (2017)
- 채널A 《하트시그널》 (2017)
- On Style 《열정 같은 소리》 (2017)
- 네이버TV 《포토피플 인 파리》 (2017)
- Olive 《원나잇 푸드트립 : 언리미티드》 (2018)
- 네이버TV 《포토피플 인 파리 사무엘 특별편》 (2018)
- JTBC4 《체크인 더 호텔》 (2019)
- tvN 《플레이어 2》 (2020)

### 드라마
- 《내 손 안의 여자친구》 (2016)
- 《천년째 연애중》 (2016) - 상담녀2 역
- 《사랑은 방울방울》 (2016)
- 《내 마음의 꽃비》 (2016)
- 《술꾼도시여자들》 (2021)
- 《유니콘》 (2022)
- 《고려거란전쟁》 (2023)
- 《엄마친구아들》 (2024) - 이나윤 역
- 《미지의 서울》 (2025) - 이효경 역

### 영화
- 《내가 죽던 날》 (2020) - 철이네 역
- 《스트리머》 (2023) - 다슬 역

### 뮤직비디오
- 유세윤 - 중2병 (2015)
- GD&TOP - 쩔어 (2015)
- 블락비 - 몇 년 후에 (2016)
- 레이 - "모노드라마" (2016)
- SIK-K - "PARTY" (2017)
- Hoody - "Like You" (2016)

## 여담
- 자신의 부모님의 의견에 의하면, 대학 졸업 조건을 만족시켜서 모델의 활동을 허가했다고 밝혔다.